# 希拉納口孵非鯽
希拉納口孵非鯽，為輻鰭魚綱鱸形目隆頭魚亞目慈鯛科的其中一種，分布於非洲Shiré河流域，體長可達39公分，棲息在植被生長的淺水域，以浮游植物及有機碎屑為食，生活習性不明，可做為食用魚及觀賞魚。